# Two Prudential Plaza
Two Prudential Plaza – wieżowiec w centrum Chicago, w stanie Illinois, USA. Ma 64 piętra i 303 metry wysokości. Został wybudowany w 1990. Jest szóstym co do wysokości wieżowcem w Chicago i dwunastym w USA.
Głównym pomysłodawcą projektu był Stephen T. Wright z firmy Loebl, Schlossman & Hackl.
Two Prudential Plaza jest dołączony do One Prudential Plaza (dawniej znany jako Prudential Building). Obydwa zostały sprzedane w maju 2006 roku za 470 milionów dolarów. Obydwa budynki kupiła duża firma Bentley Forbes z Los Angeles zajmująca się handlem nieruchomościami.